# Avril 1786
Cette page présente les faits marquants du mois d'avril 1786.

## Événements
- 9 avril : l'expédition de La Pérouse fait escale à l'île de Pâques[1].

## Naissances
- 15 avril : 
  - John Franklin (mort en 1847), explorateur britannique.
  - Walerian Łukasiński, officier polonais († 27 janvier 1868).
- 19 avril : Félix-Louis de Narp, général de brigade français († 1844).
- 20 avril : Marc Seguin (mort en 1875), ingénieur et inventeur français.
- 23 avril : Melchior Boisserée, artiste allemand († 14 mai 1851).

## Décès
- 20 avril : John Goodricke (né en 1764), astronome anglais.